# Girandola
Girandola (z ital. la girandola větrník), česky také žirandola je osvětlovací těleso, rozvětvený svícen pro dvě a více svící, nejčastěji nástěnný, kombinovaný se zrcadlem a zdoben figurami či ornamenty. Někdy termín přechází i na svícen stojací na noze zvané kandelábr. Může být  kombinován se zrcadlem a zdoben figurami či ornamenty.

## Historie
Vyvinul se z chrámových stojanů na svíce (kovaných ze železa) a z nástěnných držáků na louče. Začal se používat koncem středověku. Renesanční stojan bývá masivní, má architektonický tvar sloupu s patkou a hlavicí a čtyři až osm ramen pro svíce. V polovině 17. století se začal rozvíjet v barokních tvarech jako součást luxusního vybavení interiéru. Řezanou výzdobu mívá  nástěnné žirandolové zrcadlo i bez svící. 

## Typy
dvou- a víceramenný na kandelábru
- kandelábr může být stabilní součástí interiéru, velmi zdobený, pak se nazývá guéridon a na něj se staví přenosná girandola
- kandelábr může mít tvar figury světlonoše, např. Maura, u chrámových svícnů anděla, pak se nazývá akolyta
- židovský, sedmiramenný tzv. menora, chanukový

nástěnný
- doplněný zrcadlem, které zvyšuje efektivitu osvětlení
- doplněný leštěnými drahokamy

## Materiály
- kovy - nejčastěji zlacený bronz nebo mosaz, v leštěné vypuklé části se plamen zrcadlí; od 19. století různé slitiny
- dřeva, pro vyřezávané motivy jsou nejvhodnější měkká dřeva
- stříbro
- Sklo - benátské žirandoly

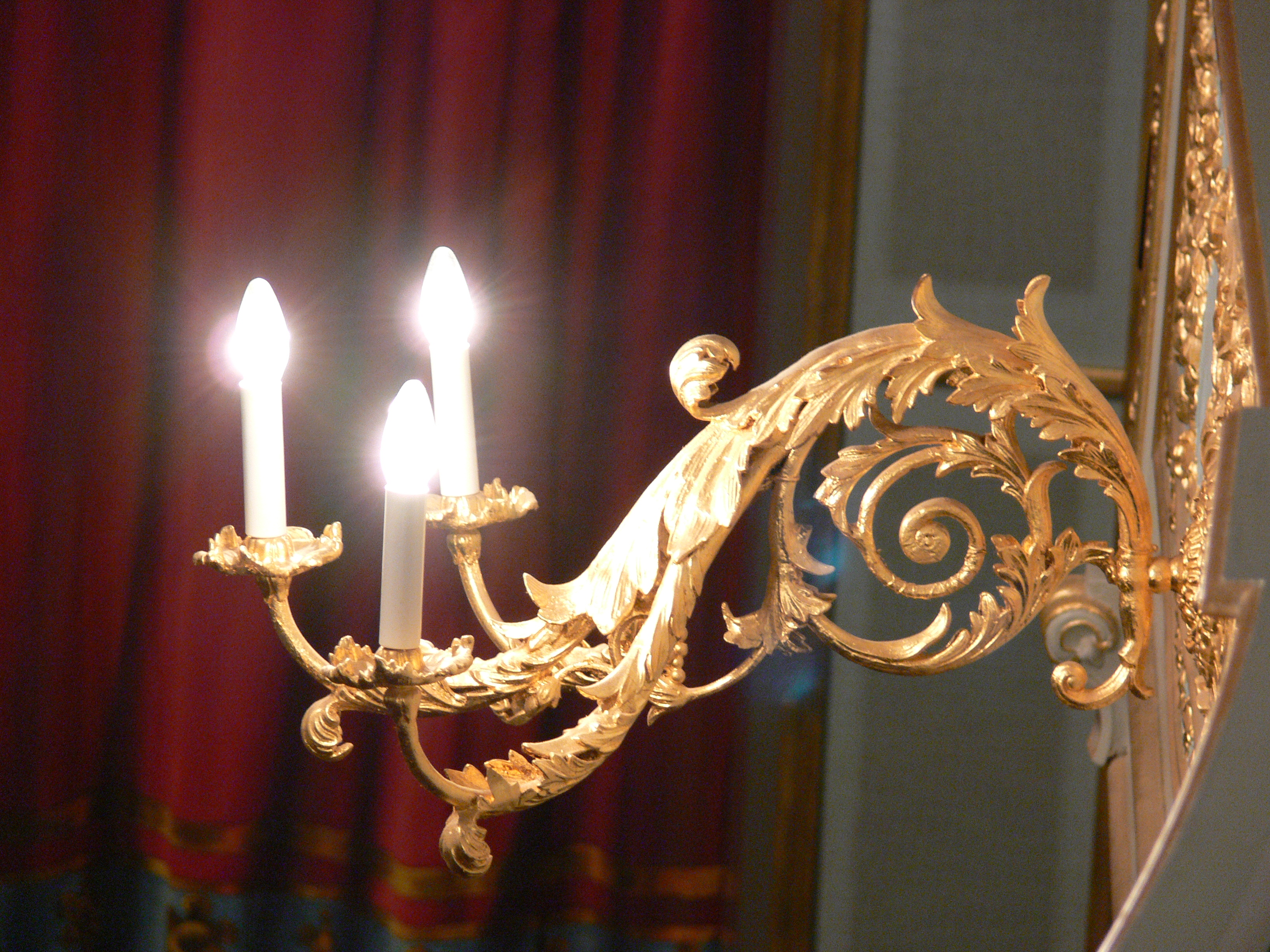
Nástěnná girandola z 19. století, divadlo v Bamberku
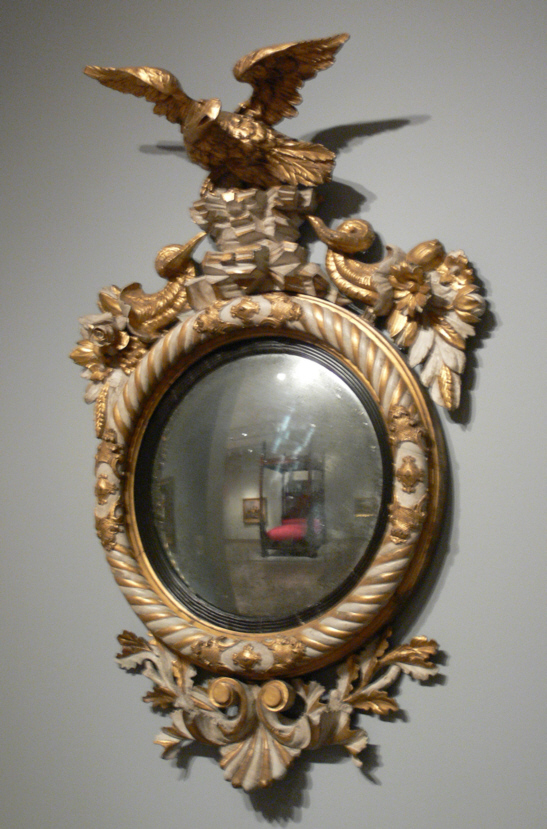
Girandolové zrcadlo, klasicistní z let 1810-1830
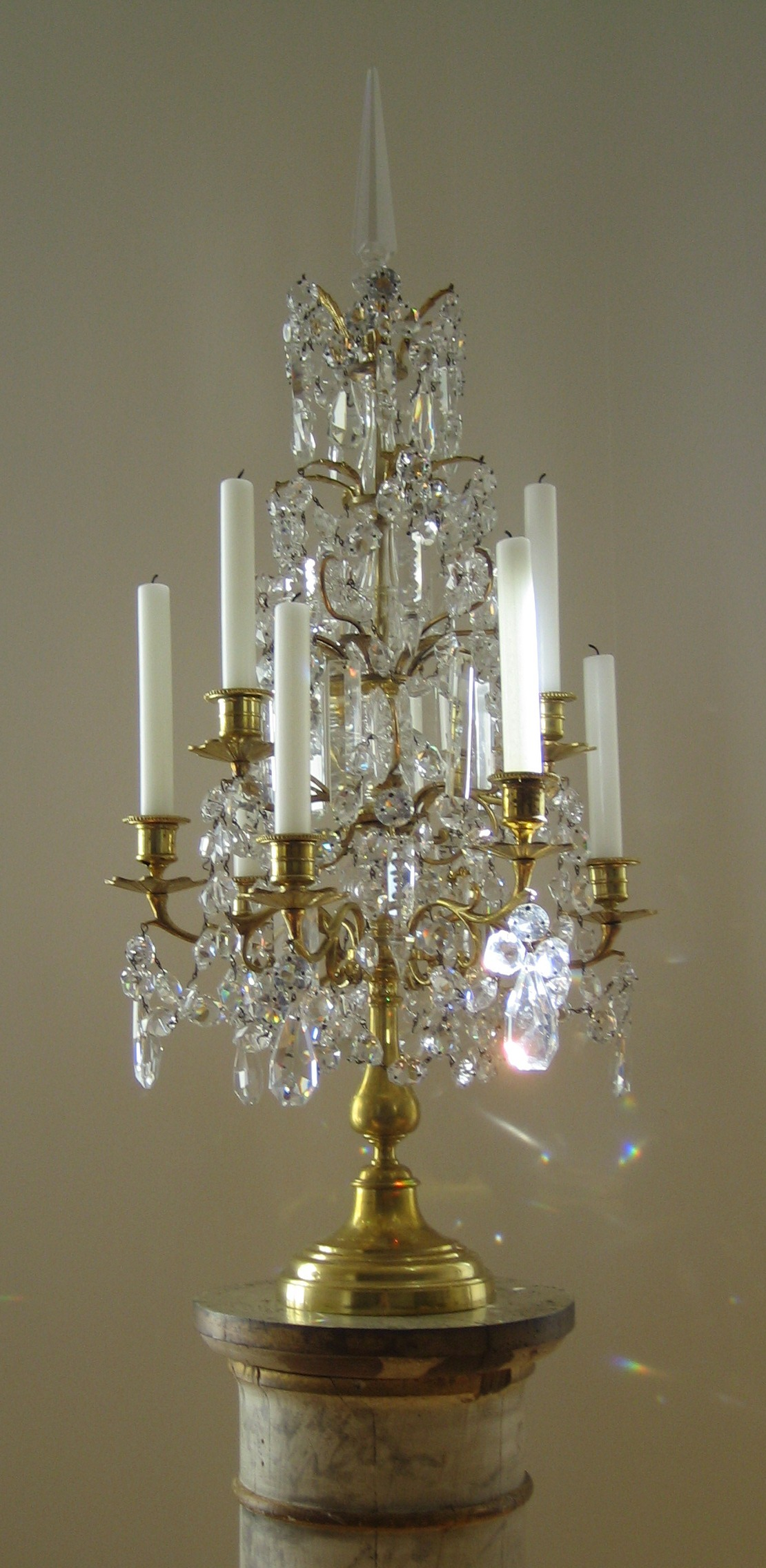
Girandola na kandelábru
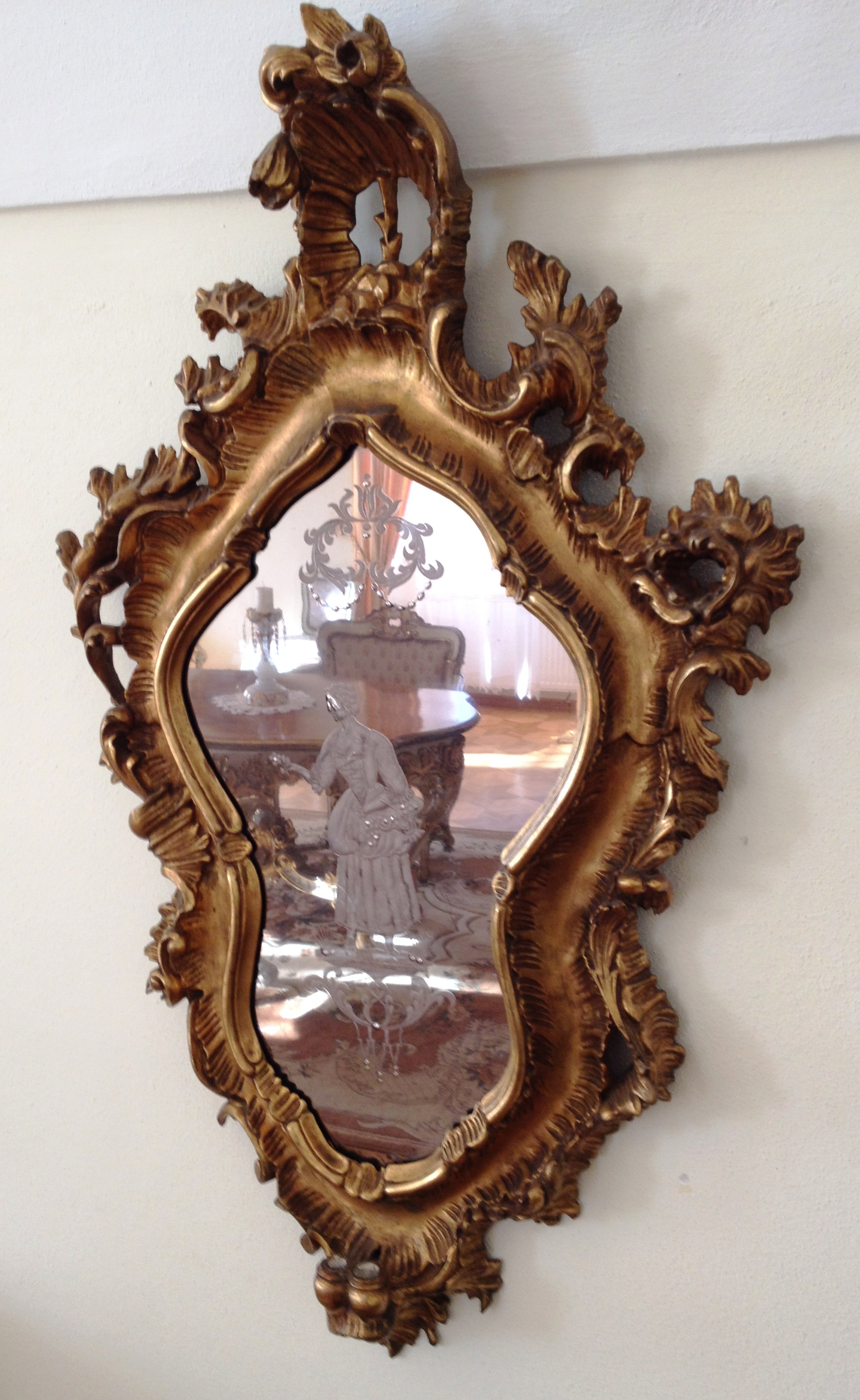
Nástěnné girandolové zrcadlo bez svící